# برونو ماركيز
برونو ماركيز (بالبرتغالية: Bruno Henrique Marques Torres) هو لاعب كرة قدم برازيلي، ولد في 22 فبراير 1999 في ريسيفي في البرازيل.

## وصلات خارجية
- برونو ماركيز على موقع قاعدة بيانات كرة القدم.إي يو (الإنجليزية)
- برونو ماركيز على موقع Soccerway.com (الإنجليزية)